# Harbutowice (Silésie)
Pour les articles homonymes, voir Harbutowice.
Harbutowice est une localité polonaise de la gmina de Skoczów, située dans le powiat de Cieszyn en voïvodie de Silésie.

## Personnalités
- Karol Śliwka (1932-2018), artiste et graphiste polonais, est né à Harbutowice.